# Barrenjoey Headland
Barrenjoey Headland ist eine Halbinsel, die den Ria Pittwater am nördlichen Ende abschließt, und ist seit 1998 ein Teil des Ku-ring-gai-Chase-Nationalparks. Die Halbinsel ist durch einen Dünenstreifen, genannt Tombolo, mit dem Festland verbunden und ist ein Bestandteil des Vororts Palm Beach von Sydney in New South Wales, Australien. Die Halbinsel besteht aus Hawkesbury-Sandstein, der den Schiefer der Narrabeen Group überlagert.

## Geschichte
Barrenjoey entstand als Insel vor etwa 18.000 Jahren als eine Eiszeit zu Ende ging und die Flusstäler dieses Gebiets geflutet wurden. Die entstandene Insel wurde vermutlich später wieder mit dem Festland verbunden.
Am 2. März 1788 benannte der erste Gouverneur der Sträflingskolonie Australien Arthur Phillip auf einer Erkundungsfahrt die Halbinsel "Barrenjuee" (was kleines Känguru oder Wallaby bedeutet). Der Name wurde im Verlauf der Zeit unterschiedlich ausgesprochen und erst seit 1966 ist der Name Barrenjoey allgemein anerkannt.
Auf der Insel befindet sich das Barrenjoey Head Lighthouse, das aus Hawkesbury-Sandstein 1881 erbaut wurde. Das heutige Barrenjoey Head Lighthouse ist ein Leuchtturm mit Leuchtturmwärterhaus, die von dem Kolonialarchitekten James Barnet auf der Halbinsel gebaut wurden. Eine Zollstation wurde im Jahr auf Barrenjoey Headland 1843 errichtet um den Handel Richtung Sydneys vor Schmuggeleien von Rum zu kontrollieren; sie wurde 1903 geschlossen.

## Tourismus
Die Insel wird häufig von einem Parkplatz bei Palm Beach aus erwandert und bietet Ausblicke auf die Küstenlandschaft und auf die Broken Bay.